# Samuel Stennett
Samuel Stennett, född 1 juni 1727 i Exeter, död 24 augusti 1795 i London, var en engelsk baptistpastor och psalmförfattare.
Han är representerad i The Church Hymn book 1872 med tio psalmer (nummer 70, 384, 467, 480, 528, 627, 628, 737, 969 och 1146). Missionären Erik Nyström översatte åtminstone en av dessa (nummer 528) till svenska.

## Psalmer
- All hail the glorious morn nr 480 i The Church Hymn book 1872 (1787)
- And will th' offended God again nr 969 i The Church Hymn book 1872 (1787)
- Here at thy table, Lord, we meet nr 737 i The Church Hymn book 1872 (1787)
- How charming is the place nr 70 i The Church Hymn book 1872 (1772)
- How shall the sons of men appear nr 384 i The Church Hymn book 1872 (1787)
- O vilket ljuvligt majestät (nr 56 i Svenska Missionsförbundets sångbok 1920 under rubriken "Jesu person". Originaltexten, Majestic sweetness sits enthroned nr 528 i The Church Hymn book 1872 (1787), översatt av Erik Nyström.
- Prostrate, dear Jesus, at thy feet nr 628 i The Church Hymn book 1872 (1787)
- "T is finished", so the Saviour cried nr 467 i The Church Hymn book 1872 (1787)
- Thy Life I read, my dearest Lord nr 1146 i The Church Hymn book 1872 (1787)
- With tears of anguish I lament nr 627 i The Church Hymn book 1872 (1787)